# Miracema (kommun)
Miracema är en kommun i Brasilien.   Den ligger i delstaten Rio de Janeiro, i den sydöstra delen av landet, 900 km sydost om huvudstaden Brasília. Antalet invånare är 26 829.
Följande samhällen finns i Miracema:
- Miracema

Omgivningarna runt Miracema är huvudsakligen savann. Runt Miracema är det ganska tätbefolkat, med 93 invånare per kvadratkilometer.